# Edaphodon
Edaphodon is een geslacht van uitgestorven draakvissen uit de familie Callorhinchidae (soms toegewezen aan Edaphodontidae), dat leefde van het Krijt tot het Plioceen. Als lid van de Chimaeriformes was Edaphodon een soort konijnvis, een kraakbeenvis die verwant is aan haaien en roggen. Het geslacht verscheen in het Aptien van het Vroeg-Krijt en stierf uit in het Plioceen. Het was het meest prominent tijdens het Laat-Krijt. Veel soorten van Edaphodon zijn gevonden op het noordelijk halfrond, maar er zijn ook soorten bekend van het zuidelijk halfrond (bijvoorbeeld Edaphodon kawai uit Nieuw-Zeeland en Edaphodon snowhillensis uit Antarctica).

## Beschrijving
Net als de meeste andere chimaeriformen is Edaphodon voornamelijk bekend van slecht bewaard gebleven exemplaren omdat zijn skelet uit kraakbeen bestond. In de meeste gevallen zijn dus alleen de tandplaten en de vinstekels bewaard gebleven, en die zijn ook vaak uit elkaar gehaald. Net als andere chimaeriformen voedde hij zich met behulp van zes paar tandplaten - één paar op de onderkaak en twee paar op de bovenkaak (vomerine en palatine), die tandachtige gehypermineraliseerde gebieden hebben die tritors worden genoemd. Het patroon van de tritors wordt gebruikt om chimaeriformen te onderscheiden. Bij Edaphodon zijn de vomerine tandplaten bedekt met staafvormige tritors; elke palatine tandplaat is massief en heeft één grote tritor aan de buitenrand en twee grote tritor-pads en één kleine tritor-pad in het midden; en elke mandibulaire tandplaat is massief en heeft een snavelachtige tritor aan de voorkant, samen met twee paar tritor-pads aan de buitenrand en één grote tritor-pad in het midden.
De naaste verwant van Edaphodon was Ischyodus. Ze waren over het algemeen vrijwel hetzelfde, maar Ischyodus had vier grote tritorblokken op zijn palatinale tandplaten, evenals dunnere mandibulaire tandplaten met kortere snavels. Edaphodon zou zijn tritoris hebben gebruikt om harde schalen te verpletteren en andere prooien zoals vissen, haaien en zeereptielen in stukken te snijden. In het Laat-Krijt van Alabama, waar Ischyodus bifurcatus, Edaphodon barberi en Edaphodon mirificus naast elkaar hebben geleefd, hadden de twee geslachten mogelijk een verschillend voedingspatroon, waarbij Ischyodus zich meer voedde met prooien met harde schalen.
Uiterlijk lijkt Edaphodon op andere konijnvissen. Tenminste sommige soorten Edaphodon zouden echter veel groter zijn geweest. De grootste mandibulaire tandplaten van de levende Callorhinchus meten 20 tot 50 millimeter in lengte; de grootste mandibulaire tandplaten van Edaphodon sedgwickii bereiken 225 millimeter, en de mandibulaire tandplaten van Edaphodon snowhillensis bereikten ook 180 millimeter. Op basis van de palatinale tandplaten zijn de soorten Edaphodon barberi, Edaphodon mirificus en Edaphodon snowhillensis geschat op een lengte van meer dan 3 meter, waarbij één individu van Edaphodon mirificus 3,43 meter bereikte.

## Leefwijze
Deze ± 110 cm lange vis leefde hoofdzakelijk in diepe tot ondiepe, koele zeeën. Zijn voedsel bestond voornamelijk uit ongewervelden met dikke schalen, vermoedelijk ook koralen.

## Vondsten
Van deze vis werden slechts afzonderlijke tandplaten gevonden.

## Soorten
Edaphodon heeft talloze soorten, die allemaal uitgestorven zijn. Ze omvatten:
- Edaphodon agassizi - Buckland, 1835
- Edaphodon antwerpiensis - Leriche, 1926
- Edaphodon barberi - Applegate, 1970
- Edaphodon bucklandi - Agassiz, 1843 (type species)
- Edaphodon hesperis - Shin, 2010
- Edaphodon kawai - Consoli, 2006
- Edaphodon laqueatus - Leidy, 1873
- Edaphodon latigerus - Cope, 1869
- Edaphodon mantelli Buckland, 1835
- Edaphodon minor Ward, 1973
- Edaphodon mirificus - Leidy, 1856
- Edaphodon snowhillensis - Gouiric-Cavalli et al., 2015
- Edaphodon stenobryus - Cope, 1875
- Edaphodon ubaghsi - Storms in Leriche, 1927

Soorten met twijfelachtige geldigheid zijn onder andere:
- Edaphodon leptognathus - Agassiz, 1843
- Edaphodon sedgwickii - Agassiz, 1843 (mogelijk synoniem met E. agassizi)